# حمام نيرون

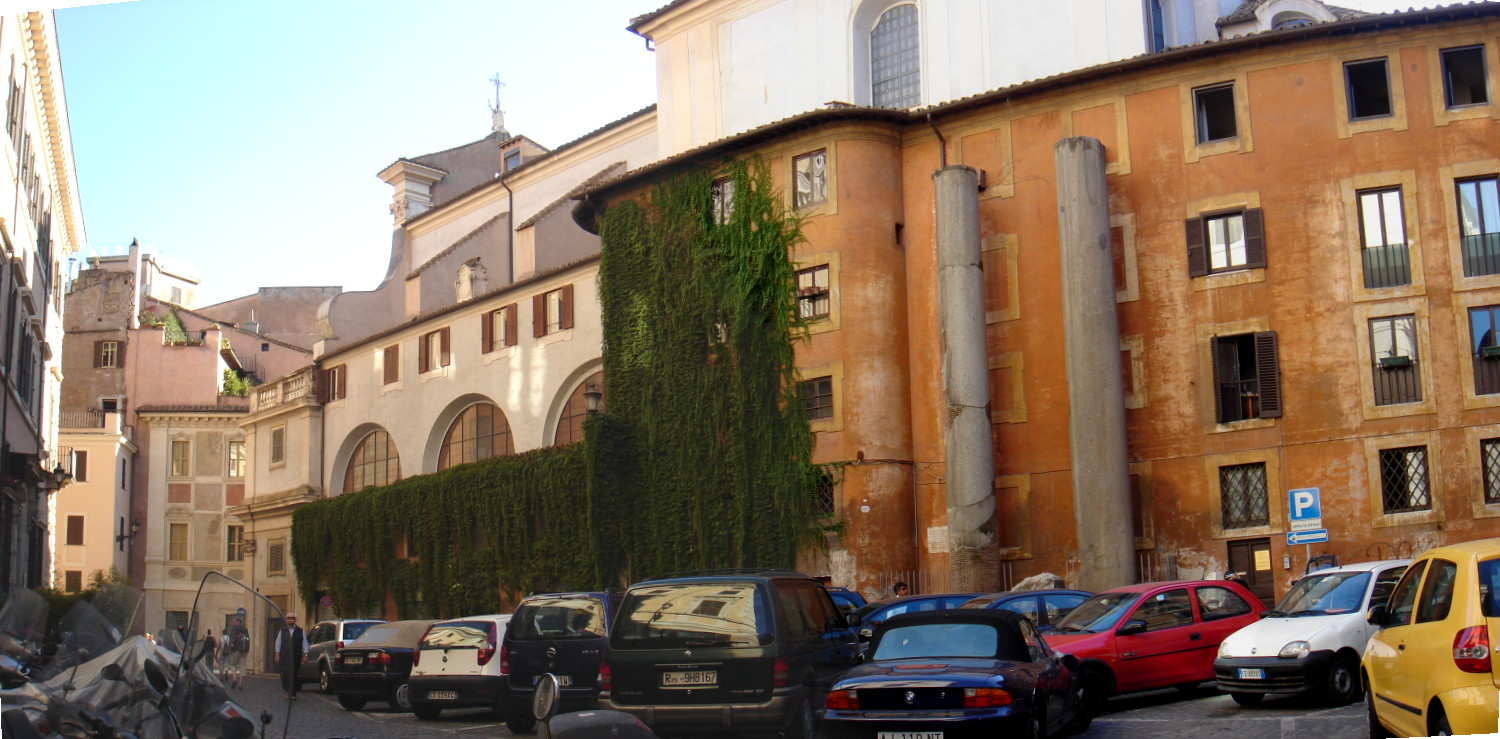

حِمَام نيرون (بالإيطالية: Terme di Nerone)‏ وتسمى أيضًا حِمَام الإسكندر، هي حِمَام من روما القديمة. تم بناءها عام 60 ميلاديا خلال فترة حكم نيرون، أُعيد بناؤها على مجال واسع في عهد الإمبراطور ألكسندر سيفيروس، الذي دفعه إلى إعادة تسميتها بحِمَام الإسكندر. كان لحِمَام نيرون بنية وتوزيع قد تكون مكررة عن حِمَام أخرى مثل الحِمَامات المبنية من قبل الإمبراطور تراجان، وقد أصبحت حِمَام ديوكلتيانوس هي التي طبقت هذا التوزيع على نطاق كبير حتى وقتها. وكانت تشغل تلك الحِمَام مساحة تبلغ حوالى 300 في 120 مترًا، وكانت تقع على قرابة ال 50 مترًا غرب البانثيون. في الوقت الحالي، هي مجرد بقايا مرئية معزولة فقط، ولكنه معروفًا أن بعض القصور والكنائس مثل قصر ماداما وكنيسة سان لويجي دي فرانثيس كانتا قد استخدمتا الجدران الرومانية للحِمَام في بناءها. وهناك أعمدة عدة كانت قد تم استخراجها لتستخدم في المعالم الأثرية على مدى القرون كما كان في البانثيون. وفي الأزمنة الحديثة، قد تم بناء صرحًا كبيرًا في فيا دي ستاديراريمن الجرانيت يرجع إلى ينابيع الحِمَام الساخنة.